# جامعة أومان الوطنية للبستنة
جامعة أومان الوطنية للبستنة مؤسسة تعليم عالي أوكرانية، (بالأوكرانية: Уманський національний університет садівництва) هي جامعة تقع في تشيركاسي أوبلاست، أوكرانيا. تأسست هذه الجامعة في سنة 1844